# Bobsleigh als Jocs Olímpics d'Hivern de 2018
Als Jocs Olímpics d'Hivern de 2018, que se celebraren a la ciutat de Pyeongchang (Corea del Sud), es disputaren tres proves de bobsleigh, dues en categoria masculina i una en categoria femenina. Les proves se celebraren entre el 18 i el 25 de febrer de 2018.

## Horari de competició
Aquest és el calendari de les proves.
 Tots els horaris són en (UTC+9).
| Data         | Hora  | Prova                           |
| ------------ | ----- | ------------------------------- |
| 18 de febrer | 20:05 | Mànegues 1 i 2 (homes Bobs a 2) |
| 19 de febrer | 20:15 | Mànegues 3 i 4 (homes Bobs a 2) |
| 20 de febrer | 20:50 | Mànegues 1 i 2 (dones Bobs a 2) |
| 21 de febrer | 20:40 | Mànegues 3 i 4 (dones Bobs a 2) |
| 24 de febrer | 9:30  | Mànegues 1 i 2 (homes Bobs a 4) |
| 25 de febrer | 9:30  | Mànegues 3 i 4 (homes Bobs a 4) |

## Participants
164 atletes de 22 nacions prenen part en les diferents proves.
- Alemanya (18)
- Atletes Olímpics de Rússia (10)
- Austràlia (4)
- Àustria (12)
- Bèlgica (4)
- Brasil (4)
- Canadà (18)
- Corea del Sud (6)
- Croàcia (4)
- Estats Units (16)
- França (5)
- Itàlia (4)
- Jamaica (2)
- Letònia (8)
- Mònaco (2)
- Nigèria (2)
- Polònia (4)
- Regne Unit (10)
- Txèquia (8)
- Romania (7)
- Suïssa (10)
- R.P. de la Xina (6)

## Proves
| Prova                | Or                                                                                   | Or      | Plata                                                                    | Plata        | Bronze                                    | Bronze       |
| Dos homes detalls    | CanadàJustin Kripps · Alexander Kopacz AlemanyaFrancesco Friedrich · Thorsten Margis | 3:16.86 | no entregada                                                             | no entregada | LetòniaOskars Melbārdis · Jānis Strenga   | 3:16.91      |
| Quatre homes detalls | AlemanyaFrancesco Friedrich · Candy Bauer · Martin Grothkopp · Thorsten Margis       | 3:15.85 | AlemanyaNico Walther · Kevin Kuske · Alexander Rödiger · Eric Franke     | 3:16.38      | no entregada                              | no entregada |
| Quatre homes detalls | AlemanyaFrancesco Friedrich · Candy Bauer · Martin Grothkopp · Thorsten Margis       | 3:15.85 | Corea del SudWon Yun-jong · Jun Jung-lin · Seo Young-woo · Kim Dong-hyun | 3:16.38      | no entregada                              | no entregada |
| Dues dones detalls   | AlemanyaMariama Jamanka · Lisa Buckwitz                                              | 3:22.45 | Estats UnitsElana Meyers Taylor · Lauren Gibbs                           | 3:22.52      | CanadàKaillie Humphries · Phylicia George | 3:22.89      |

## Qualificacions
Hi ha disponibles un màxim de 170 atletes per competir en els jocs. Es poden qualificar com a màxim 130 homes i 40 dones. La qualificació es basa en la classificació mundial del 18 de gener de 2018.

## Medaller
| Posició | País          | Or | Argent | Bronze | Total |
| 1       | Alemanya      | 3  | 1      | 0      | 4     |
| 2       | Canadà        | 1  | 0      | 1      | 2     |
| 3       | Corea del Sud | 0  | 1      | 0      | 1     |
| 3       | Estats Units  | 0  | 1      | 0      | 1     |
| 5       | Letònia       | 0  | 0      | 1      | 1     |
| Total   | Total         | 4  | 3      | 2      | 9     |